# همينغفرد ابتس (كامبريدجشير)
همينغفرد ابتس (بالإنجليزية: Hemingford Abbots)‏ هي قرية و أبرشية مدنية تقع في المملكة المتحدة في إنجلترا. يقدر عدد سكانها بـ 584 نسمة .

## أعلام
- آرثر فينتر
- ريتشارد دينتري